# Otto Boris Dworak
Otto Boris Dworak (* 1. April 1938 in Österreich (damals Deutsches Reich); † 29. Juni 2003 in Wien) war ein österreichischer Filmaufnahme- und -produktionsleiter sowie Filmproduzent.

## Leben und Wirken
Dworak stieß mit Anfang 20 zum österreichischen Unterhaltungsfilm und wurde zu Beginn der 1960er Jahre von der Sascha-Film als Untergebener von Produktionsleiter Karl Schwetter zunächst als Aufnahmeleiter bei einer Reihe von Gesangslustspielen mit Peter Alexander, darunter Saison in Salzburg, Die Fledermaus, Die lustige Witwe und Der Musterknabe, eingesetzt. Zeitweilig (1962) war er bereits zu dieser Zeit auch als zweiter Produktionsleiter tätig. 1963 begann Otto Dworak regelmäßig als Produktionsleiter zu arbeiten und wechselte in den kommenden Jahrzehnten zwischen beiden Aufgabenfeldern hin und her. Einhergehend mit dem Niedergang von „Papas Kino“ auch in Österreich, Mitte der 1960er Jahre, wechselte Dworak verstärkt zum Fernsehen. Dort wirkte er in späteren Jahren auch als Herstellungsleiter und sogar gelegentlich als Filmproduzent. Dworak starb Ende Juni 2013 in Wien, er wurde am 9. Juli desselben Jahres in Hietzing beerdigt.

## Filmografie
als Produktions- oder Herstellungsleiter bzw. als Produzent
- 1962: Das süße Leben des Grafen Bobby
- 1962: Hochzeitsnacht im Paradies
- 1963: Der letzte Ritt nach Santa Cruz
- 1964: Rote Lippen soll man küssen (Die ganze Welt ist himmelblau)
- 1967: Der Lügner und die Nonne
- 1968: Funkstreife XY – ich pfeif’ auf mein Leben
- 1974: Kim & Co.
- 1977: Die Standarte
- 1977: Peter Voss, der Millionendieb (Fernsehserie)
- 1978: Die feindlichen Brüder
- 1980: Der Schüler Gerber
- 1984: Der Mörder
- 1985: Flucht ohne Ende
- 1986: 38 – Auch das war Wien
- 1987: Das weite Land
- 1989: Heiteres Bezirksgericht
- 1992: Vier Frauen sind einfach zuviel
- 1993: Bitte verlassen Sie Ihren Mann
- 2000: Der Bestseller – Millionencoup auf Gran Canaria
- 2001: Herzensfeinde